# Merry-go-round (松田聖子のアルバム)
『Merry-go-round』（メリー・ゴー・ラウンド）は、松田聖子通算52枚目のオリジナル・アルバム。2018年6月6日発売。発売元はEMI Records。

## 解説
『Daisy』から1年ぶりのアルバム。
新曲9曲のほかに、前年にNHK総合ドラマ『マチ工場のオンナ』の主題歌として書き下ろされ、先行配信されていた「新しい明日」のリマスタリング音源を収録。
「新しい明日」は松田が第68回NHK紅白歌合戦に出場した際の歌唱曲でもあった。
本作はDVDが付属する初回限定盤A、フォトブックが付属する初回限定盤B、CDのみの通常盤の3形態でのリリースとなり、DVDにはインタビュー映像と収録曲「永遠の愛で 変わらない愛で」のミュージック・ビデオ、フォトブックには36ページ分のスタジオ撮り下ろし写真を収載。

## 収録曲
| 全作詞・作曲: 松田聖子。 |                                      |           |            |          |      |
| #                        | タイトル                             | 作詞      | 作曲・編曲 | 編曲     | 時間 |
| 1.                       | 「I am dreaming, dreaming of you!!」 | 松田聖子  | 松田聖子   | 野崎洋一 | 5:03 |
| 2.                       | 「Merry-go-round」                   | 松田聖子  | 松田聖子   | 野崎洋一 | 3:57 |
| 3.                       | 「両手広げ 空を仰ぎ」                | 松田聖子  | 松田聖子   | 野崎洋一 | 4:16 |
| 4.                       | 「あなたを愛してるわ」               | 松田聖子  | 松田聖子   | 松本良喜 | 6:00 |
| 5.                       | 「永遠の愛で 変わらない愛で」        | 松田聖子  | 松田聖子   | 松本良喜 | 5:18 |
| 6.                       | 「恋をしたバレリーナ」               | 松田聖子  | 松田聖子   | 野崎洋一 | 4:18 |
| 7.                       | 「新しい明日」                       | 松田聖子  | 松田聖子   | 野崎洋一 | 5:12 |
| 8.                       | 「あの風の中で」                     | 松田聖子  | 松田聖子   | 松本良喜 | 5:21 |
| 9.                       | 「もう泣かない」                     | 松田聖子  | 松田聖子   | 野崎洋一 | 4:41 |
| 10.                      | 「風に吹かれてフワリ」               | 松田聖子  | 松田聖子   | 野崎洋一 | 4:27 |
| 合計時間:                | 合計時間:                            | 合計時間: | 48:33      |          |      |

| #  | タイトル                                  | 作詞 | 作曲・編曲 | 監督 |
| -- | ----------------------------------------- | ---- | ---------- | ---- |
| 1. | 「永遠の愛で 変わらない愛で」(Music Clip) |      |            |      |
| 2. | 「スペシャルインタビュー」                |      |            |      |

## タイアップ
| 楽曲           | タイアップ                              | 起用年 |
| -------------- | --------------------------------------- | ------ |
| 「新しい明日」 | NHK総合ドラマ「マチ工場のオンナ」主題歌 | 2017年 |